# Acicalado

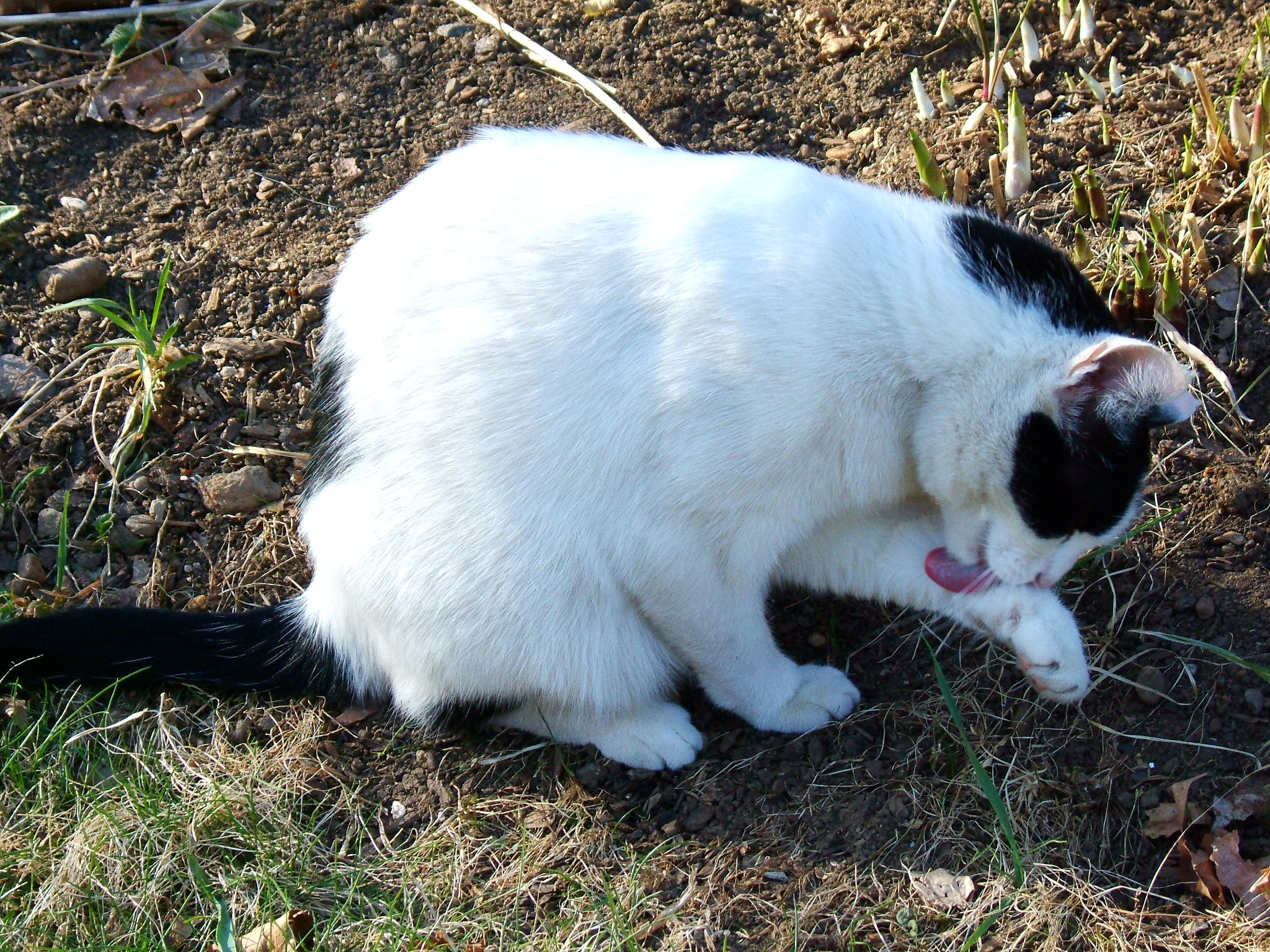
Los gatos suelen limpiarse con la lengua.

El acicalado en los animales comprende las actividades de limpieza, desparasitado o cualquier otra actividad por medio de la cual el animal cuida las partes exteriores de su cuerpo. En la mayoría de los animales es un comportamiento instintivo, aunque en los animales superiores también es parcialmente aprendido.

## Utilidad

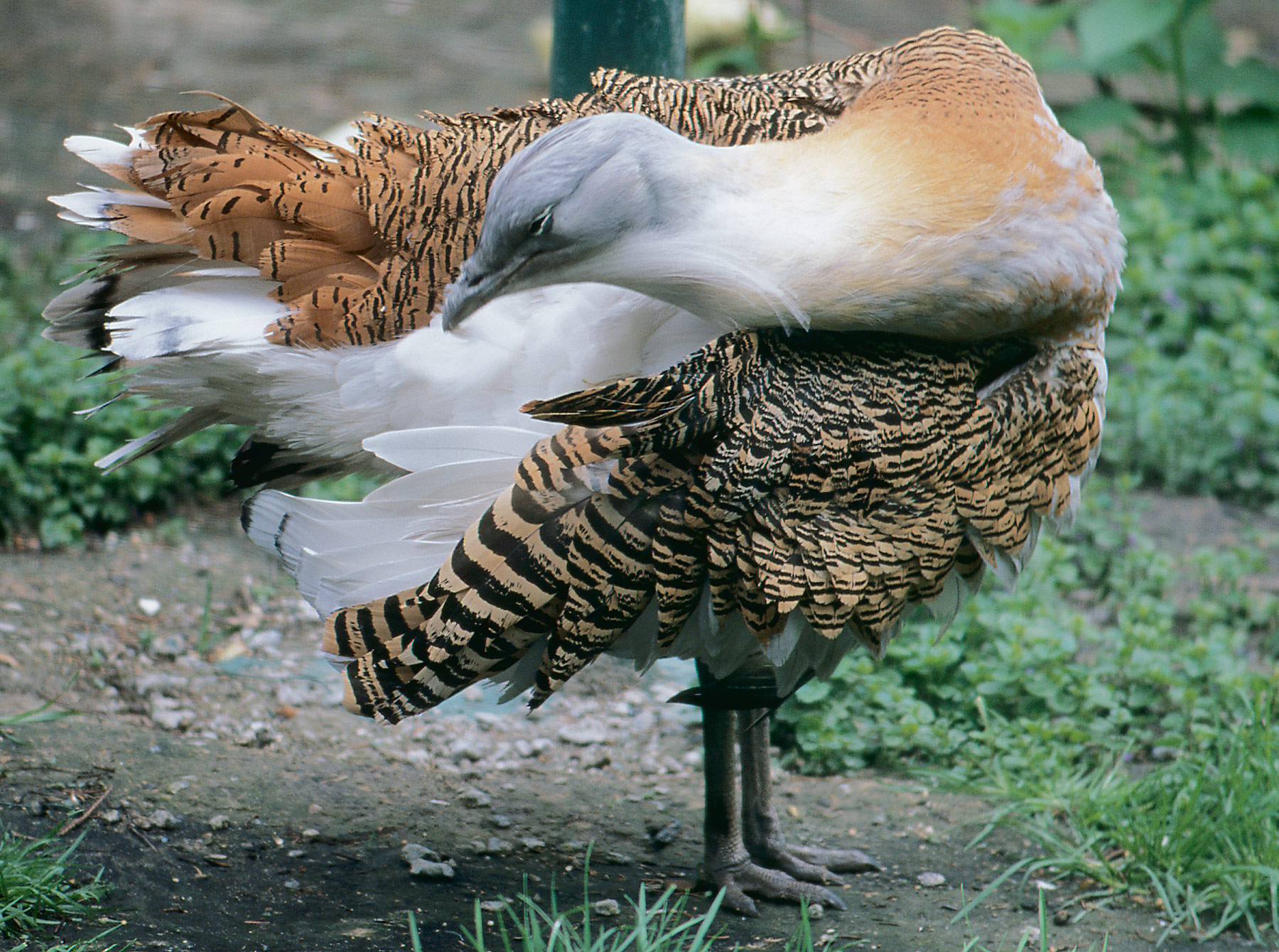
Avutarda arreglándose el plumaje.

El acicalado cumple varias funciones:
- la principal es la de mantener la higiene evitando así las posibles infecciones y eliminar los parásitos exteriores;
- conservar en buenas condiciones la cubierta externa para que cumpla su función de aislamiento térmico o impermeabilización del agua;

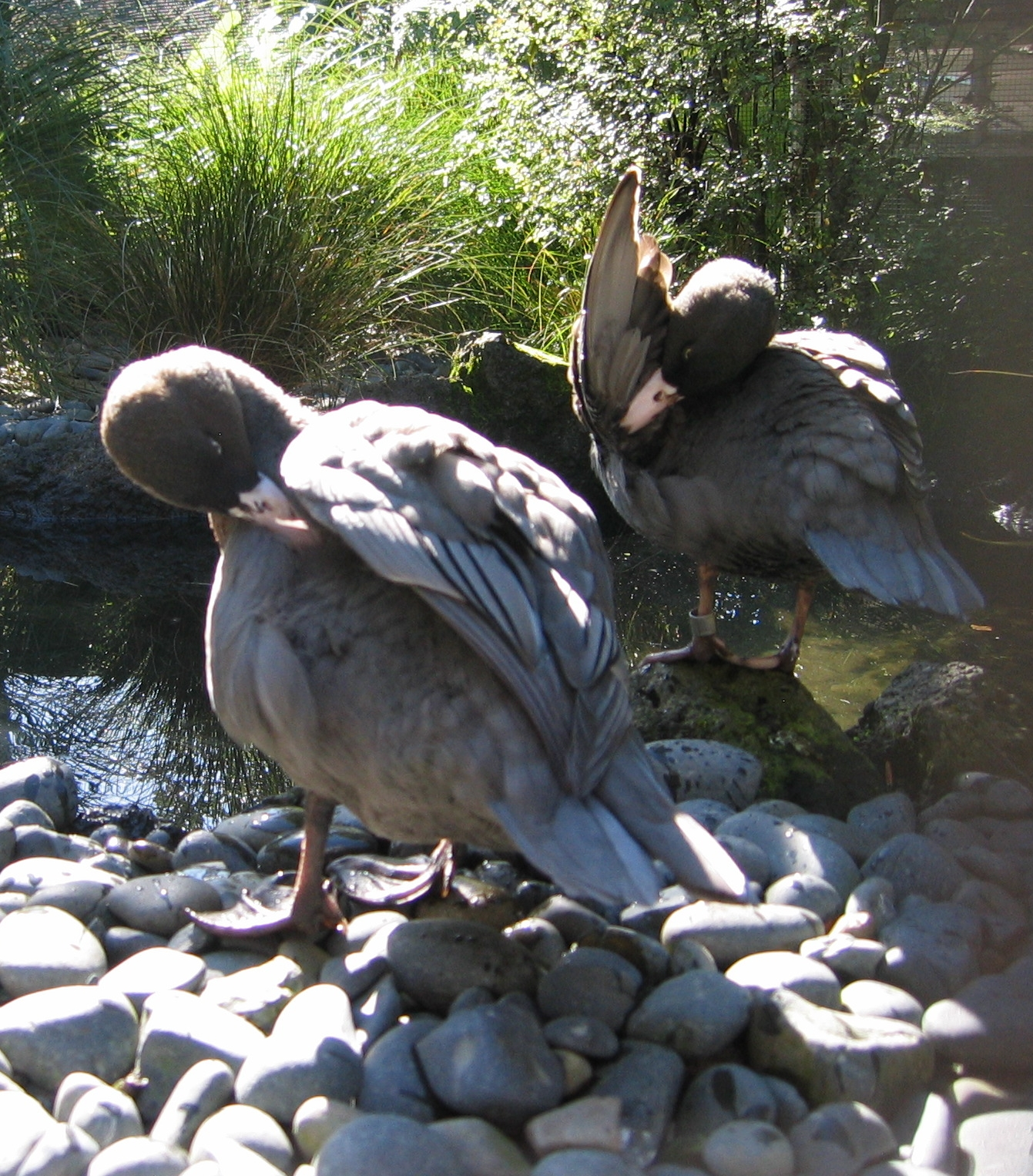
Los patos pasan mucho tiempo arreglándose el plumaje y lo impregnan con la grasa que segrega la glándula uropigial para impermeabilizarlo.

- eliminar olores que puedan atraer a depredadores o ahuyentar a las presas;
- a veces su función es impregnar el cuerpo de feromonas que puedan ser olidas por los congéneres;
- en el caso de las aves mantener en buenas condiciones el plumaje para el vuelo;
- mantener un aspecto aceptable para un posible compañero sexual en la época de cortejo;
- en algunas especies sociales el acicalado tiene funciones de interrelación entre los individuos del grupo.

## Modos
La inmensa mayoría de los insectos adultos se limpia regularmente el cuerpo, particularmente las antenas, frotándose con las patas. Esta actividad puede servir para evitar enfermedades. Otra función del acicalado en los insectos es la observada en abejas. Coleccionan polen en los vellos del cuerpo y luego lo trasladan a lugares especiales (canastas de polen) por medio del acicalado.
El aseo es una de las actividades a las que más tiempo dedican las aves. Se limpian las patas y el pico frotándolos, se alisan y reorganizan las plumas. Muchas especies se bañan regularmente con agua. Otras toman baños de arena y algunas se impregnan con otras sustancias, se sabe de más de 250 especies de aves que provocan a las hormigas para que rocíen sus plumas de ácido fórmico, en una actividad denominada baño de hormigas. Las aves acuáticas además se impregnan el plumaje con sustancias cerosas de su glándula uropígea para mantenerlo impermeable al agua.
Los mamíferos se bañan en agua con menos frecuencia que las aves pero en cambio muchos se bañan en barro, de esta forma los parásitos se quedan atrapados en él una vez que se seca y pueden desprenderse de ellos. También se dan baños de arena. Suelen frotarse y rascarse contra rocas y árboles con frecuencia para desprenderse de pelo y piel muerta además de parásitos. Es frecuente entre los mamíferos lamerse la piel para limpiarla.

## Acicalado social

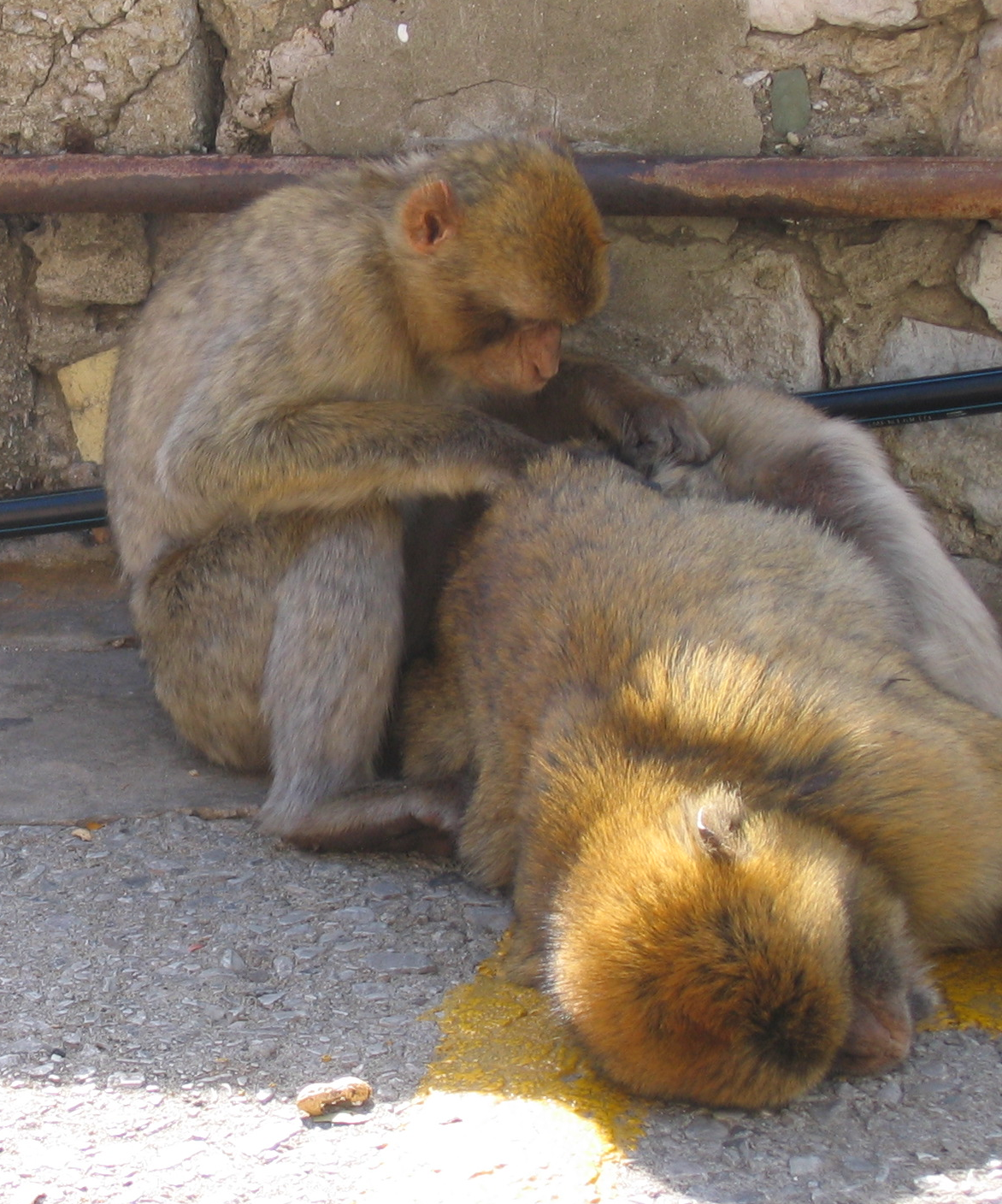
El desparasitado social es un comportamiento típico de los primates.

Entre los animales sociales el instinto de acicalado individual se desvía acicalándose unos individuos a otros. Esta actividad sirve para forjar relaciones y aumentar la confianza entre individuos, refuerza la estructura social y estrecha los lazos familiares y de pareja. También es utilizado como un medio de reconciliación que sirve para resolver conflictos en algunas especies. En algunos animales como los primates es una de las principales actividades sociales.
Es común a todos los mamíferos el acicalado madre-hijo. Tras el parto las madres inmediatamente lamen los restos de sangre y líquidos amnióticos del cuerpo de sus crías, lo que refuerza los lazos entre ambos y reduce las posibilidades de que la cría sea encontrada por los depredadores al eliminar estos olores. En muchas especies el acicalado de la madre al hijo dura todo el periodo de lactancia.

## Acicalado interespecífico
Existen algunos animales que se dedican a acicalar a animales que no son de su propia especie para alimentarse de los parásitos y las descamaciones de la piel de los otros animales. En los océanos esta función la realizan las gambas y peces limpiadores, que limpian a peces más grandes que por la forma de su cuerpo tienen dificultades para desparasitarse por sí mismos. En la superficie terrestre los picabueyes y otras pequeñas aves desparasitan a los ungulados y otros animales, entre los que se encuentran incluso depredadores como los cocodrilos.